# Зелените деца от Улпит
Легендата за Зелените деца от Улпит е история записана в латински ръкопис намиращ се в Харлейанската колекция на Британския музей, чийто автор е английският хронист от XII век Уилям от Нюборг. В ръкописа са описани предполагаеми събития от времето на крал Стивън (1135 – 1154) в източното графство Съфолк, в английско село Улпит.

## История
Хрониките разказват за любопитен инцидент, станал в покрайнините на малкото селце Улпит, където местните жители, трудещи се на полето, неочаквано забелязват две непознати малки деца – момче и момиче, появили се от яма в земята, изкопана за лов на вълци. Според Ралф от Когсхол в деня, когато децата се изгубват, те пасат стадо овце, а по-късно влизат в пещера, от която се разнася камбанен звън, следвайки го все по-навътре в пещерата, докато в един момент неочаквано се озовават под яркото слънце край Улпит. Според Уилям от Нюборг двете деца са изпратени от баща си да пасат стадото, но докато седят на една поляна, пред тях изненадващо се появява огромна светеща сфера, издаваща особен шум, във вътрешността на която се появява особено завихряне, което ги всмуква. Те се озовават сред абсолютна тъмнина, откривайки пред очите им слънце. Те са облечени в зелени дрехи от някаква непозната материя. На външен вид приличат на хора, но са със зелен цвят на кожата и косата, говорят неразбираем език за местното население, а речта им е напълно неразбираема и в нея преобладават свистящи и съскащи звуци, които изговарят с пронизителни и силни гласове, въпреки ясни признаци на глад, отказват да се хранят с предложената им храна. Селяните решават да отведат децата при местния земевладелец Ричард Кейн. Първоначално не искат да ядат нищо, освен фасул. Постепенно обаче се научват да консумират по-разнообразна храна, а зеленият цвят на кожата им с течение на времето избледнява, докато накрая става напълно нормален. На развален английски децата обяснили, че са дошли през тунел и идват от място, където светлината е много слаба и че родният им дом е особено място с оскъдна светлина, наричано от тях „Земята на свети Мартин“. По думите ѝ те идват от Земята на свети Мартин, над която цари вечен сумрак, гъсти облаци мъгла се стелят над земята, а всичките ѝ жители са християни и зелени на цвят. Собственият им дом се намира на отсрещния бряг на голяма река. Няколко месеца по-късно момчето, което е с две години по-малко от сестра си и от самото начало видимо изглежда болнаво – в крайна сметка умира. Сестра му прекарва целия си живот в Кигс Лин, графство Норфолк, където се и омъжва и остава да живее до смъртта си. Напълно се слива със земната обстановка. Момичето след кръщение получава името Агнес. Тя е опърничава и капризна, пристрастена към танците, флирта и виното, което обаче явно не се оказва пречка за съпруга ѝ, за да я обожава.